# 4765 Wasserburg
4765 Wasserburg è un asteroide della fascia principale. Scoperto nel 1986, presenta un'orbita caratterizzata da un semiasse maggiore pari a 1,9454667 UA e da un'eccentricità di 0,0599861, inclinata di 23,71185° rispetto all'eclittica.